# Carl Gustaf Lagerfelt
Carl Gustaf Lagerfelt, född 4 april 1724 i Kärna församling, Östergötlands län, död 6 oktober 1797 i Stockholm, var en svensk friherre och kammarherre.

## Biografi
Carl Gustaf Lagerfelt föddes 1724 på Lagerlunda i Kärna socken. Han var son till landshövdingen Gustaf Adolf Lagerfelt i Linköpings län och Magdalena Christina Appelbom. Lagerfelt blev 16 februari 1743 student vid Uppsala universitet och utnämndes 29 november 1745 till auskultant vid Svea hovrätt. Han blev 6 juli 1750 hovjunkare och 26 december 1761 kammarherre. Lagerfelt avled 1797 i Stockholm och begravdes bredvid sin fru i Klingsporska eller Clerckska graven i Vallentuna kyrka.

### Egendom
Lagerfelt ägde Viggbyholms gård i Täby socken, Lagnö i Ljusterö socken och Landsberga i Biskopskulla socken.

### Familj
Lagerfelt gifte 9 maj 1775 i Stockholm med Juliana Beata Sparre af Rossvik (1749–1821), dotter av riksrådet Fredrik Ulrik Sparre af Rossvik och friherrinnan Juliana Brita Siöblad. De fick tillsammans barnen majoren Gustaf Adolf Fredrik Lagerfelt (1778–1818) vid Svenska armén, Brita Christina Lagerfelt (1780–1828) som var gift med ryttmästaren Gustaf Jonas Gyllenberg och Beata Sofia Lagerfelt (1782–1842) som var gift med majoren Gustaf Soop.